# Aída de la Cruz
Aída de la Cruz (Barcellona, 1º ottobre 1978) è un'attrice e modella spagnola, nota per aver interpretato il ruolo di Ágata nel film Iris, per quello di Valentina nella serie Arrayán, per quello di Candela Mendizábal nella soap Il segreto e per quello di Elena Prieto nella soap Un altro domani.

## Biografia
Aída de la Cruz è nata il 1º ottobre 1978 a Barcellona (Spagna), fin da piccola ha mostrato una inclinazione per la recitazione.

## Carriera
Aída de la Cruz ha fatto la sua prima apparizione sul piccolo schermo nel 2002 con il ruolo di María nel film televisivo Nines Russes diretto da Pau Freixas. L'anno successivo, nel 2003, ha ricoperto il ruolo di Mari Pau in un episodio della serie Los Serrano.
Nel 2004 ha interpretato il ruolo di Ágata nel film Iris diretto da Richard Eyre. Nello stesso anno ha ricoperto il ruolo di Nazaria Morón nella serie Hospital Central.
Dal 2005 al 2007 ha interpretato il ruolo di Roxana Perales nella serie 7 días al desnudo. Nel 2006 ha ricoperto il ruolo di Virginia nella serie Àngels i Sants. L'anno successivo, nel 2007, ha interpretato il ruolo di Barbára in un episodio della serie MIR. Nel 2008 ha ricoperto il ruolo di Mireia nella serie Mar de Fons. Nello stesso anno ha recitato nel film ¡Soy un pelele! diretto da Hernán Migoya.
Nel 2009 è tornata a recitare nella serie Hospital Central, con il ruolo di Sonia Fonseca. Nello stesso anno ha interpretato il ruolo di Andrea nella serie Fisica o chimica (Física o Química). Sempre nel 2009 ha interpretato il ruolo di Carol nel film Ens veiem demà diretto da Xavier Berraondo. Nel 2009 e nel 2010 ha interpretato il ruolo di Tura Rossinyol nella serie Ventedelplá. Nel 2010 ha ricoperto il ruolo di Marina nella serie Doctor Mateo. Nello stesso anno ha recitato in un episodio della serie Pelotas. Nel 2011 e nel 2012 ha interpretato il ruolo di Valentina nella serie Arrayán. Nel 2012 ha ricoperto il ruolo di Germana Ángeles in due episodi della serie Olor de colonia.
Dal 2012 al 2017 è stata scelta per interpretare il ruolo di Candela Mendizábal nella soap opera Il segreto (El secreto de Puente Viejo), dove ha recitato insieme ad attori come Maria Bouzas, Álex Gadea e Chico García e dove è rimasta fino alla morte del suo personaggio. Nel 2017 ha ricoperto il ruolo di Mina nel film Marisa en los bosques diretto da Antonio Morales. Nel 2019 ha interpretato il ruolo di Francisca nel film televisivo L'enigma Verdaguer diretto da Lluís Maria Güell.
Nel 2021 e nel 2022 è stata scelta per interpretare il ruolo di Elena Prieto nella soap opera in onda su La 1 Un altro domani (Dos vidas). Nel 2022 ha recitato nella serie Zorras.

## Filmografia

### Cinema
- Iris, regia di Richard Eyre (2004)
- ¡Soy un pelele!, regia di Hernán Migoya (2008)
- Ens veiem demà, regia di Xavier Berraondo (2009)
- Marisa en los bosques, regia di Antonio Morales (2017)

### Televisione
- Nines Russes, regia di Pau Freixas – film TV (2002)
- Los Serrano – serie TV, 1 episodio (2003)
- Hospital Central – serie TV, 2 episodi (2004, 2009)
- 7 días al desnudo – serie TV, 9 episodi (2005-2007)
- Àngels i Sants – serie TV, 7 episodi (2006)
- MIR – serie TV – serie TV, 1 episodio (2007)
- Mar de Fons – serie TV, 22 episodi (2008)
- Fisica o chimica (Física o Química) – serie TV, 6 episodi (2009)
- Ventedelplá – serie TV, 25 episodi (2009-2010)
- Doctor Mateo – serie TV, 5 episodi (2010)
- Pelotas – serie TV, 1 episodio (2010)
- Arrayán – serie TV, 157 episodi (2011-2012)
- Olor de colonia – serie TV, 2 episodi (2012)
- Il segreto (El secreto de Puente Viejo) – soap opera, 1214 episodi (2012-2017)
- L'enigma Verdaguer, regia di Lluís Maria Güell – film TV (2019)
- Un altro domani (Dos vidas) – soap opera, 255 episodi (2021-2022)
- Zorras – serie TV, 8 episodi (2022)

## Teatro
- Hair, diretto da Daniel Anglès, presso il teatro Apolo
- Hamlet, diretto da Oriol Broggi, presso la Biblioteca de Catalunya
- Viatge a California, diretto da Moisès Maicas, presso il Versus Teatre
- Primera història d’Esther, diretto da Oriol Broggi, presso il TNC
- El enfermo imaginario, diretto da Pere Fullana
- Muda, diretto da Abel Coll
- Hermanos de Sangre, diretto da Lluis Ramirez, presso il teatro Novedades
- Perversitat sexual a Chicago, diretto da Abell Coll, presso il teatro Tantarantana
- La casa de Bernarda Alba, diretto da J. Guaski a Barcellona
- La Ruina, diretto da Jordi Casanovas
- Ella(s) Bobbi, diretto da Maribel Ripoll, presso il teatro sin Red

## Doppiatrici italiane
Nelle versioni in italiano dei suoi film e delle sue serie TV, Aída de la Cruz è stata doppiata da:
- Laura Amadei[28] in Fisica o chimica[29]
- Chiara Oliviero[30] ne Il segreto[31], in Un altro domani[32]